# Ben Achtenberg
Benjamin Morris „Ben“ Achtenberg (* 11. November 1943 in Nashville, Tennessee) ist ein US-amerikanischer Filmproduzent im Bereich des Dokumentarfilms.

## Karriere
Achtenberg machte 1965 seinen Bachelor an der Harvard University und 1967 seinen Master an der University of Pennsylvania. Zu Beginn seiner Karriere im Filmgeschäft arbeitete er von 1967 bis 1968 als Kameramann bei dem Fernsehsender WHYY-TV in Philadelphia. Nach seinem Umzug nach Boston wirkte er von 1968 bis 1972 als Kameramann und Editor beim Mental Health Training Film Program mit. Seit Mitte der 1970er-Jahre ist Achtenberg als Produzent tätig. Für seine Beteiligung an dem Dokumentar-Kurzfilm Code Gray: Ethical Dilemmas in Nursing erhielt er gemeinsam mit Joan Sawyer bei der Oscarverleihung 1985 eine Oscarnominierung in der Kategorie „Bester Dokumentar-Kurzfilm“.
Gegenwärtig ist er Vorsitzender der Firmen „Fanlight Productions“ und „The Refuge Media Project“. In seinen Dokumentarfilmen behandelt er Themen, die „soziale Probleme“ umfassen, wie etwa Diskriminierung, was sich besonders stark in der Filmreihe Refuge (2013 und 2015) widerspiegelt, oder das Gesundheitssystem insgesamt.

## Privat
Seit dem 14. Juni 1965 ist Achtenberg, der in Boston lebt, mit Emily Jo Paradies verheiratet. Gemeinsam sind sie Eltern eines Sohnes.

## Filmografie (Auswahl)
- 1984: Code Gray: Ethical Dilemmas in Nursing
- 2013: Refuge: Caring for Survivors of Torture